# 英仙座S
英仙座S(S Persei)是一颗位于英仙座雙星團中的NGC 869北部的一颗红超巨星或特超巨星。它是一颗半规则变星。
英仙座S的半径是太阳半径的1000倍。